# فروغ‌ماهی نقره‌ای
فروغ‌ماهی نقره‌ای (نام علمی: Phosichthys argenteus) نام یک گونه از تیره فروغ‌ماهیان است.